# Anders Fridén
Anders Fridén, švedski pevec, * 25. marec 1973, Göteborg, Švedska.
Fridén je trenutno vokalist švedske melodične death metal/Gothenburg metal skupin In Flames in Passenger.
V začetku je bil vokalist skupine Dark Tranquillity, ki jo je kasneje zapustil in se pridružil skupini In Flames. Po naključju je Mikael Stanne zapustil skupino (bil je le nadomestni ritem-kitarist) in se kot primarni vokalist pridružil skupini Dark Tranquillity. Ander in Mikael sta se tako zamenjala.
Od albuma The Jester Race je bil Anders Fridén primarni pisatelj besedil za In Flames. Na starejših albumih, kot Lunar Strain, je besedila pisal Niklas Sundin glede na povzetke, ki jih je dobil od Andersa. Na albumu Colony (in naprej) je Anders začel sestavljati svoja besedila, ampak še vedno z nekoliko pomoči Niklasa Sundina, ki je prevajal besedila iz švedščine v angleščino. V času, ko je izšel album Clayman, je Anders dobil vse več izkušenj v pisanju angleških besedil in tako pisal besedila samostojno. Njegova besedila so vsebovala od abstraktnih tem, kot so astrologija in fantazija, do bolj osebnih, kot na primer depresija.
Pred sodelovanjem v In Flames je bil član skupine Ceremonial Oath skupaj z Jesperjem Strömbladom, še enim članom In Flames. Je tudi vokalist v skupini Passenger. Passenger je njegov stranski projekt, ki je trenutno v mirovanju. Poleg petja se ukvarja še s produkcijo glasbe za druge skupine. Ima hčer Agnes s Heleno Lindsjö.